# دان شنايدر (صحفي)
دان شنايدر (بالإنجليزية: Dan Schneider)‏ هو ناقد أدبي وصحفي وناقد سينمائي أمريكي، ولد في 2 فبراير 1965 في نيويورك في الولايات المتحدة.

## روابط خارجية
- دان شنايدر على موقع روتن توميتوز (الإنجليزية)